# اوشل
اوشل (به فرانسوی: Auchel) یک کمون در فرانسه است که در پا-دو-کاله واقع شده‌است.

## خصوصیات
اوشل ۶ کیلومترمربع مساحت و ۱۰٬۹۹۱ نفر جمعیت دارد و ۹۹ متر بالاتر از سطح دریا واقع شده‌است.

## خواهرخوانده
شهر ایزلون خواهرخواندهٔ اوشل هست.